# Campeonato Carioca Série B1
Il Campeonato Carioca Série B1 è il terzo livello calcistico nello stato di Rio de Janeiro, in Brasile.

## Albo d'oro
| Anno | Campione          | Finalista         |
| ---- | ----------------- | ----------------- |
| 2001 | Rio Branco-RJ     | Rio das Ostras    |
| 2002 | Casimiro de Abreu | Artsul            |
| 2003 | Bonsucesso        | Mesquita          |
| 2004 | CFZ do Rio        | Independente-RJ   |
| 2005 | Estácio de Sá     | Rubro de Araruama |
| 2006 | Cardoso Moreira   | Silva Jardim      |
| 2007 | Sendas            | Aperibeense       |
| 2008 | Quissamã          | Campo Grande      |
| 2009 | Sampaio Corrêa-RJ | Fênix             |
| 2010 | São João da Barra | Barra Mansa       |
| 2011 | Goytacaz          | Juventus-RJ       |
| 2012 | Paduano           | América-TR        |
| 2013 | São Gonçalo EC    | Miguel Couto      |
| 2014 | Gonçalense        | São Gonçalo FC    |
| 2015 | Itaboraí          | Artsul            |
| 2016 | São Gonçalo EC    | Serrano-RJ        |
| 2017 | Angra dos Reis    | Santa Cruz-RJ     |
| 2018 | Nova Cidade       | Campos            |
| 2019 | Rio São Paulo     | Maricá            |
| 2020 | Pérolas Negras    | 7 de Abril        |
| 2021 | Olaria            | Pérolas Negras    |
| 2022 | Araruama          | Pérolas Negras    |
| 2023 | Duque de Caxias   | Serrano           |